# INS Chapal (K94)
Pour les articles homonymes, voir K94.
Le INS Chapal (K94) était un navire d'attaque rapide lance-missiles de classe Chamak de la marine indienne. 

## Classe Chamak
Les navires de classe Chamak (classe Osa II de code OTAN ) de la marine indienne étaient une variante indienne du Project 205 Moskit  de la Marine soviétique.

### Préservation
L'INS Chapal est maintenant un navire musée  exposé sur une plate-forme en béton sur la plage de Rabindranath Tagore à Karwar, État de Karnataka. 
Des mannequins déguisés en capitaine, marins, médecins, etc, se trouvent à l'intérieur du navire musée ainsi que des répliques des missiles.

## Autres navires de classe Chamak
- INS Chamak (K95) (en) , navire musée à Pune (État de Maharashtra)
- INS Chatak (K96) (en) , navire musée à la base navale de   Willingdon Island (INS Venduruthy) (État de Kerala)